# Brunnenstraße 8 (Gunzenhausen)

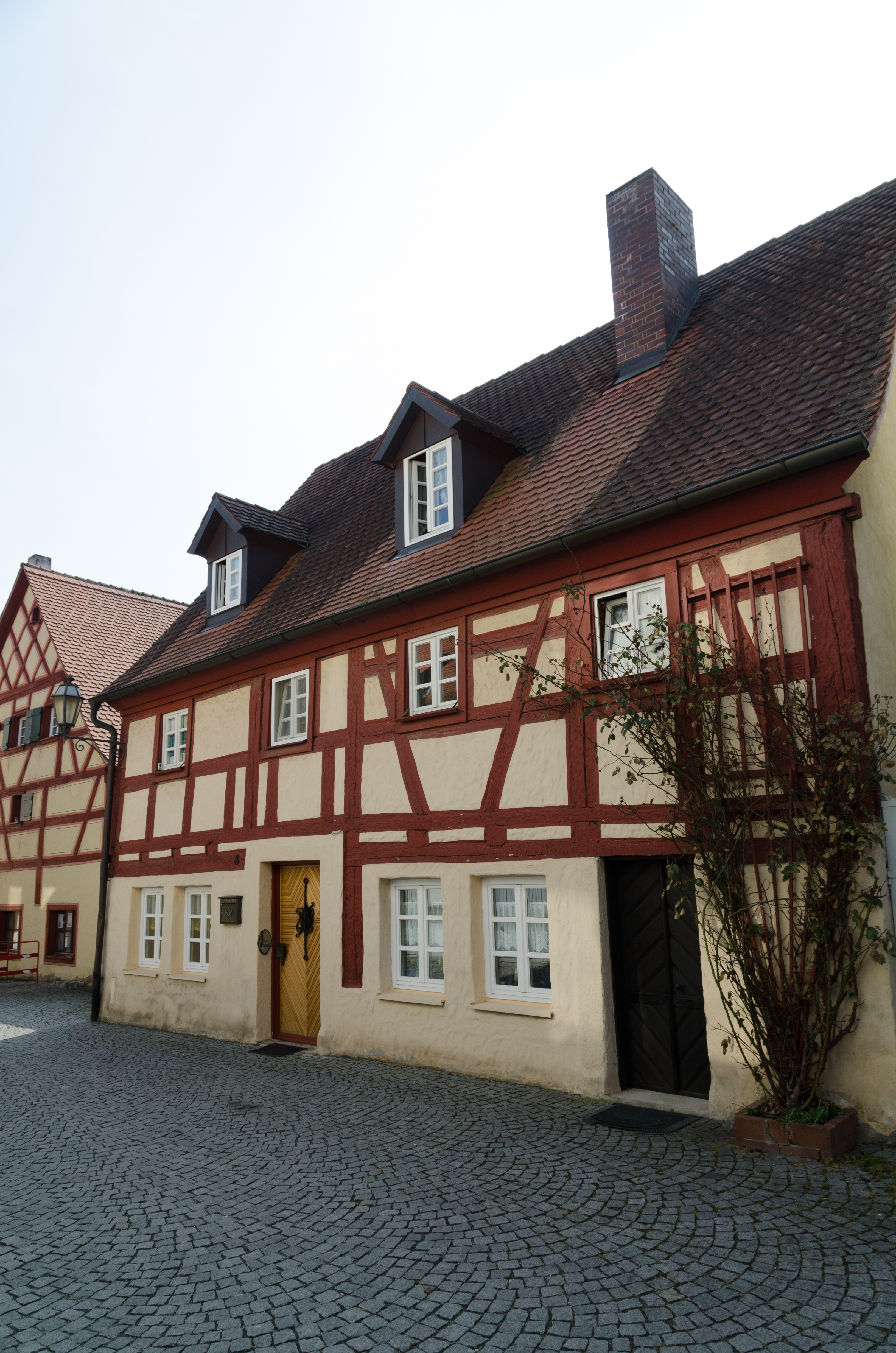
Haus Brunnenstraße 8 in Gunzenhausen

Das Gebäude Brunnenstraße 8 in Gunzenhausen, einer Stadt im mittelfränkischen Landkreis Weißenburg-Gunzenhausen (Bayern), wurde zwischen 1550 und 1600 errichtet. Das Fachwerkhaus ist als Baudenkmal in die Bayerische Denkmalliste eingetragen. Die postalische Adresse lautet Dr.-Martin-Luther-Platz 4.
Der zweigeschossige traufständige Satteldachbau besitzt ein massives Erdgeschoss und ein Obergeschoss in Fachwerkbauweise. Das Gebäude wurde in der zweiten Hälfte des 16. Jahrhunderts errichtet.